# Чумашкіна
Чума́шкіна (рос. Чумашкина) — присілок у складі Абатського району Тюменської області, Росія.
Населення — 116 осіб (2010, 161 у 2002).
Національний склад станом на 2002 рік:
- росіяни — 98 %